# Orden europea de detención y entrega
Una orden europea de detención y entrega, o euroorden, es una resolución judicial emitida por un tribunal de un Estado de la Unión Europea con vistas a la detención y la entrega por otro Estado de una persona buscada, bien para el ejercicio de acciones penales o para la ejecución de una pena o medidas de seguridad privativas de libertad. Sustituye a la tradicional extradición sobre la base de prescindir de la intervención de la autoridad política, permitiendo que la persecución de los delitos en la Unión tenga lugar sola y directamente entre autoridades judiciales europeas. El gobierno de cada país intervendrá única y exclusivamente para prestar apoyo técnico, en especial para procurar la traducción de la orden de detención al idioma del país en el que deba ser ejecutada.
El proceso de entrega se aplica en función de la legislación vigente en el país receptor de la euroorden.